# Isla Latady
La isla Latady es un isla de la Antártida cubierta por el hielo, de unas 35 millas de largo por unas 10 millas de ancho. Se ubica a unas 45 millas al sur de la isla Charcot y al oeste de la isla Alejandro I. Su área aproximada es de 3300 km². 
La isla no fue reconocida como tal por sir George Hubert Wilkins en 1929, al estar recubierta por el hielo. Se trazó el primer mapa de la isla Latady por medio de las fotografías aéreas, realizadas por la Expedición Ronne de Investigación Antártica (RARO) de 1947 a 1948, el trazado del mapa corrió a cargo de la British Antarctic Survey (FIDS) en 1960. La isla Latady fue llamada así por el Comité de Topónimos del Antártico del Reino Unido (UK-APC), en honor a William R. Latady, el fotógrafo aéreo y el navegante de vuelo de la Expedición Ronne de Investigación Antártica (RARO).

## Reclamaciones territoriales
Argentina solo reclama una pequeña porción de la isla en su extremo oriental, al este del meridiano 74°O, que incluye en el departamento Antártida Argentina dentro de la provincia de Tierra del Fuego, Antártida e Islas del Atlántico Sur; para Chile forma parte de la comuna Antártica de la provincia Antártica Chilena dentro de la Región de Magallanes y de la Antártica Chilena; y para el Reino Unido integra el Territorio Antártico Británico. Las tres reclamaciones están sujetas a las disposiciones del Tratado Antártico.
Nomenclatura de los países reclamantes: 
- Argentina:?
- Chile:?
- Reino Unido: Latady Island